# Víctor Moreno (calciatore)
Víctor Andrés Moreno Córdoba (Nóvita, 23 ottobre 1994) è un calciatore colombiano, difensore o centrocampista del Rionegro Águilas in prestito dall'Independiente Medellín.

## Palmarès

### Club

#### Competizioni nazionali
- Copa Colombia: 1

Independiente Medellín: 2020